# Lashkān
Lashkān (persiska: Lashgān, لشکان) är en ort i Iran.   Den ligger i provinsen Gilan, i den norra delen av landet, 150 km nordväst om huvudstaden Teheran. Lashkān ligger 1 620 meter över havet och antalet invånare är 253.
Terrängen runt Lashkān är bergig åt nordväst, men åt sydost är den kuperad. Lashkān ligger nere i en dal.Runt Lashkān är det ganska tätbefolkat, med 111 invånare per kvadratkilometer. Närmaste större samhälle är Akūjān, 19,4 km väster om Lashkān. Trakten runt Lashkān består i huvudsak av gräsmarker.